# Вежинкевич, Кшиштоф
Кшиштоф Вежинкевич (пол. Krzysztof Wierzynkiewicz) — польский композитор и участник демосцены, пишет музыку для компьютерных игр, фильмов и телевизионных передач. Его самые известные работы: саундтреки для игр «Bulletstorm» и «Ведьмак 2: Убийцы королей», а также соавторство в проекте «Animowana Historia Polski» (рус. Анимированная история Польши).

## Биография и творчество
Родился в 1974 году в маленьком городке на западной границе Польши. С детства интересовался музыкой. В 1984 году Кшиштоф занимает первое место на конкурсе «Summer Song Festival» (рус. Фестиваль летней песни) в городе Андрыхув (пол. Andrychów).
В течение 1990-х годов Вежинкевич, вместе со своими друзьями из группы «Venture», активно работает над созданием демосцен для Amiga. Благодаря этому в 1998 году Кшиштоф получает награду как лучший музыкант польской сцены. С 1999 года является студентом Западно-Поморской школы бизнеса в Щецине (пол. Zachodniopomorska Szkoła Biznesu w Szczecinie), которую успешно оканчивает в 2004 году.
С 2000 года Кшиштоф Вежинкевич работает как независимый артист, пишет музыку для компьютерных игр, фильмов и телевизионных передач.
Первым серьёзным проектом Кшиштофа стала работа над созданием вспомогательной музыки для игры «Ведьмак», которая вышла в 2007 году. После этого, уже как ведущий композитор, пишет музыку для компьютерных игр Runes of Avalon, Astro Avenger 2, Ancient Quest of Saqqarah, Abyss Light: Skyjacker.
В 2009 году занимается созданием музыкального сопровождения к книге Анджея Сапковского «Башня шутов».
В 2010 году Кшиштоф Вежинкевич становится соавтором нескольких короткометражных проектов: «Animowana Historia Polski» (рус. Анимированная история Польши) и «Grunwald. Walka 600-lecia» (рус. Грюнвальд. Шестисотлетие битвы).
В первой половине 2011 года выходят две компьютерные игры, саундтреки к которым стали самыми известными работами Вежинкевича: шутер Bulletstorm (совместно с Михалом Целецким) и ролевая игра «Ведьмак 2: Убийцы королей» (совместно с Адамом Скорупой).